# 費多里夫卡 (法斯蒂夫區)
50°7′28″N 29°41′47″E / 50.12444°N 29.69639°E
費多里夫卡（烏克蘭語：Федорівка）是位於烏克蘭北部的村莊，由基辅州法斯蒂夫區的托馬希夫卡市鎮負責管轄。該村面積0.94平方公里，海拔高度156米，2001年人口127，人口密度每平方公里135.11人。